# Jean-Baptiste Thévenot de Maroise
Jean-Baptiste Thévenot de Maroise est un homme politique français né le 27 décembre 1737 à Coiffy-le-Bas (Haute-Marne) et décédé le 17 septembre 1811 au même lieu.

## Biographie
Il est le frère de Claude François Thévenot de Saules (ou d'Essaule de Savigny) (1723-1797), avocat au parlement de Paris puis avocat général au conseil supérieur de Blois de 1771 à 1774 (pendant la réforme du chancelier Maupeou), grand juriste auteur de plusieurs ouvrages dont Traité Des Substitutions Fidéicommissaires, Contenant Toutes Les Connoissances Essentielles Selon Le Droit Romain & Le Droit François.
Avocat à Paris de 1760 à 1774, il est ensuite lieutenant général civil et criminel du duché-pairie de Langres. En 1773, il est témoin du mariage des parents de François Roger (1776-1842).
Il est élu député du tiers-état aux états généraux de 1789 pour le bailliage de Langres.